# Korea (Żerniki)
Korea – część wsi Żerniki położona w Polsce, w województwie lubelskim, w powiecie tomaszowskim, w gminie Ulhówek.
W latach 1975–1998 Korea należała administracyjnie do województwa zamojskiego.